# Fudbalski klub Crvena zvezda 2015-2016
Questa voce raccoglie le informazioni riguardanti il Fudbalski klub Crvena zvezda nelle competizioni ufficiali della stagione 2015-2016.

## Rosa
| N. |                       | Ruolo | Calciatore         |
| -- | --------------------- | ----- | ------------------ |
| 1  | Serbia (bandiera)     | P     | Damir Kahriman     |
| 2  | Serbia (bandiera)     | D     | Marko Petković     |
| 3  | Serbia (bandiera)     | D     | Aleksandar Luković |
| 4  | Francia (bandiera)    | C     | Damien Le Tallec   |
| 6  | Serbia (bandiera)     | D     | Vukašin Jovanović  |
| 7  | Serbia (bandiera)     | C     | Saša Stojanović    |
| 9  | Serbia (bandiera)     | A     | Luka Jović         |
| 10 | Serbia (bandiera)     | C     | Aleksandar Katai   |
| 11 | Israele (bandiera)    | C     | Idan Vered         |
| 14 | Montenegro (bandiera) | D     | Savo Pavićević     |
| 15 | Brasile (bandiera)    | C     | Bruno Matos        |
| 16 | Senegal (bandiera)    | D     | Mamadou Mbodj      |
| 17 | Serbia (bandiera)     | C     | Srđan Plavšić      |
| 18 | Serbia (bandiera)     | C     | Nemanja Ahcin      |
| 19 | Serbia (bandiera)     | D     | Miloš Cvetković    |

| N. |                                 | Ruolo | Calciatore       |
| -- | ------------------------------- | ----- | ---------------- |
| 20 | Paesi Bassi (bandiera)          | C     | Mitchell Donald  |
| 24 | Serbia (bandiera)               | C     | Mihailo Ristić   |
| 27 | Bosnia ed Erzegovina (bandiera) | P     | Nemanja Supić    |
| 31 | Serbia (bandiera)               | P     | Marko Trkulja    |
| 33 | Serbia (bandiera)               | D     | Dušan Anđelković |
| 44 | Serbia (bandiera)               | C     | Nenad Gavrić     |
| 55 | Serbia (bandiera)               | C     | Slavoljub Srnić  |
| 70 | Portogallo (bandiera)           | A     | Hugo Vieira      |
| 77 | Serbia (bandiera)               | D     | Zoran Rendulić   |
| 81 | Serbia (bandiera)               | A     | Predrag Sikimić  |
| 88 | Argentina (bandiera)            | D     | Luis Ibáñez      |
| 94 | Montenegro (bandiera)           | C     | Vladimir Jovović |
| 99 | Montenegro (bandiera)           | A     | Petar Orlandić   |
|    | Macedonia del Nord (bandiera)   | C     | David Babunski   |